# Marie-Elise Gbèdo
Marie-Elise Akouavi Gbèdo (ur. 29 grudnia 1954) – benińska polityk, która kandydowała czterokrotnie na urząd prezydenta tego kraju. Pełniła funkcję ministra sprawiedliwości Republiki Beninu od 2012 do 2013 roku.

## Życiorys

### Dzieciństwo i młodość
Marie-Elise Gbèdo urodziła się 29 grudnia 1954 roku w Маnkono w dzisiejszym Wybrzeżu Kości Słoniowej. W Beninie otrzymała podstawowe i średnie wykształcenie, a następnie udała się do Francji, aby studiować na Uniwersytecie Paryskim. Zdobyła licencjat z prawa, a w 1983 roku uzyskała tytuł magistra w dziedzinie prawa przedsiębiorczości. Certyfikat prawniczy został jej nadany rok późnej. Od 1985 roku, gdy dołączyła do paryskiej adwokatury, pracowała w kilku kancelariach prawnych w Paryżu. W 1987 roku, po powrocie do Beninu, Gbèdo stała się piątą kobietą-adwokatem w swoim kraju. Otworzyła swoją własną kancelarię dwa lata później. Broniła praw kobiet i była prezesem Stowarzyszenia Kobiet Prawników w Beninie (AFJB). Gbèdo zachęcała kobiety, aby szły na studia uniwersyteckie oraz zwracała uwagę na brak kobiet w administracji państwowej Beninu.
W marcu 1998 roku została postrzelona pięć razy po wyjściu ze swojego gabinetu przez sześciu uzbrojonych mężczyzn. Jej siedmioletni syn również został trafiony. Czterech napastników zostało skazanych na 15 lat ciężkich robót, jeden został uniewinniony.

### Kariera polityczna
W maju 1998 roku została mianowana ministrem handlu, rzemiosła i turystyki przez prezydenta Mathieu Кérékou. Została zwolniona z tego stanowiska w czerwcu 1999 roku, po próbie rozliczenia skandalu dotyczącego transakcji między państwowym koncernem paliwowym SONACOP i prywatną firmą. Później stała się zagorzałym krytykiem rządu. Często pojawiała się w telewizji i radiu, krytykując administrację Kérékou.
W lutym 2001 roku ogłosiła swoją kandydaturę w wyborach prezydenckich w marcu 2001 roku, stając się pierwszą kobietą-kandydatem na prezydenta w Afryce Zachodniej. Przez to Gbèdo, matka dwojga dzieci, była krytykowana przez konserwatystów. W szczególności niechęć budziło to, że była rozwiedziona. Jak poinformowano, to kobiety były jej bardziej nieprzychylne niż mężczyźni, chociaż miała poparcie niektórych grup kobiet, takich jak Dignite Feminine. Startując jako kandydat niezależny, przyjęła hasło „Hwenusu” („nadszedł czas” w języku fon). Mówiła, że nadszedł czas, aby kobiety zaangażowały się w politykę i sprawowały władzę. Jej kandydatura była również skierowana na walkę z korupcją. W wyborach zajęła 11 miejsce z wynikiem 0,36% głosów.
W listopadzie 2005 roku napisała książkę Le destin du roseau zawierającą autobiograficzne wywiady i eseje o swojej wizji rozwoju Beninu, a także ogólnie Afryki. Wystartowała raz jeszcze w wyborach prezydenckich w marcu 2006 roku. Gbèdo była popierana przez reżysera filmowego Sanvi Panou, który stworzył film dokumentalny Kandydatka Amazonka. Inna kobieta, Celestine Zanou, była wśród 26 kandydatów. Gbèdo zajęła 16 miejsce z 0,33% głosów.
Wystartowała na prezydenta w wyborach prezydenckich w marcu 2011 roku. Po tym, jak Yaiy Boni został ogłoszony zwycięzcą, postanowiła go poprzeć, mimo opozycji, która nie chciała się zgodzić z wynikami. W rezultacie w 2012 roku została mianowana ministrem sprawiedliwości. Gbèdo sprawowała urząd do 2013 roku, kiedy została zastąpiona przez inną kobietę, Reckya Madougou. Bezskutecznie kandydowała w wyborach prezydenckich w marcu 2016. Jej stronnictwo opowiadało się za potrzebą elektryfikacji kraju i zwalczania bezrobocia wśród młodych ludzi.

## Nagrody
Tytuł Komandora Orderu Narodowego Benin został przyznany Marie-Elise Gbèdo w 2000 roku. Jest także kawalerem Orderu Legii Honorowej.